# Eugeniusz Wawrzkowicz
Eugeniusz Wawrzkowicz (ur. 12 sierpnia 1887, zm. w grudniu 1940 lub 1942 w ZSRR) – major naukowo-oświatowy Wojska Polskiego, historyk, badacz czasów napoleońskich oraz dziejów Lwowa.

## Życiorys
W 1905 ukończył C. K. Gimnazjum im. Franciszka Józefa we Lwowie. Jako historyk był uczniem Szymona Askenazego. Uzyskał stopień naukowy doktora filozofii. 9 listopada 1911 zdał egzamin na nauczyciela historii i geografii w szkołach średnich. Był nauczycielem od ok. 1910. Uczył historii i geografii. W 1918 był zastępcą profesora w II Gimnazjum we Lwowie.
U kresu I wojny światowej uczestniczył w obronie Lwowa w 1918 w trakcie wojny polsko-ukraińskiej. Został przyjęty do Wojska Polskiego. Został awansowany na stopień majora w korpusie oficerów administracyjnych, w dziale naukowo-oświatowych, ze starszeństwem z dniem 1 czerwca 1919. W latach 20. i na początku lat 30. pełnił służbę w Korpusie Kadetów Nr 1 we Lwowie. W sierpniu 1929 został przesunięty ze stanowiska wykładowcy na stanowisko pełniącego obowiązki dyrektora nauk. W 1934 major naukowo-oświatowy przeniesiony w stan spoczynku pozostawał w ewidencji Powiatowej Komendy Uzupełnień Lwów Miasto.
Był współzałożycielem założonego 22 września 1922 Towarzystwa Badania Historii Obrony Lwowa i Województw Południowo-Wschodnich, członkiem i sekretarzem zarządu głównego tegoż, od 1931 sekretarzem Komisji Naukowej i zarazem kierownikiem prac naukowych Towarzystwa oraz wraz z mjr. Józefem Klinkiem sprawował redakcję Rocznika Towarzystwa, wydawanego od 1936
. Publikował w „Kwartalniku Historycznym”.
Po wybuchu II wojny światowej zaginął, według jednej relacji zmarł w grudniu 1940 w Konotopie na obszarze ZSRR (w tym samym miejscu miał ponieść śmierć w 1940 inny przedwojenny oficer lwowskiego Korpusu Kadetów Nr 1, kpt. Jakub Walter). Według innego źródła zmarł w 1942 w ZSRR.

## Publikacje
- Anglia a sprawa polska: 1813-1815, Kraków 1919.
- Cytadela Aleksandrowska w Warszawie, z przedm. Szymona Askenazego, Warszawa: M. Arct 1920.[17]
- Obrona Lwowa 1-22 listopada 1918, t.1-3, z wstępem słowem Juliana Stachiewicza oraz przedm. Bolesława Popowicza i Stanisława Zakrzewskiego; red. Eugenjusz Wawrzkowicz i Aleksander Kawałkowski, Lwów 1933-1939.
- Walczący Lwów w listopadzie 1918. 146 ryc. i 1 mapka, Lwów: Książnica-Atlas 1938 (współautor: Józef Klink)[18][19]